# Corps franc luxembourgeois
Ne doit pas être confondu avec Corps des Volontaires luxembourgeois.
Le corps franc luxembourgeois est un rassemblement de volontaires issus du grand-duché de Luxembourg, sous la forme d'un corps franc se ralliant à la révolution belge. 

## Contexte et formation
La Révolution belge éclate dès la fin août 1830, et voit la création de gardes bourgeoises dans de nombreuses villes des provinces catholiques du sud du Royaume uni des Pays-Bas, ainsi que de nombreux corps francs de volontaires, militaires ou civils. Parmi eux, l'on trouve le corps des Volontaires liégeois, les corps franc du Hainaut ou de Louvain, ainsi que les Chasseurs de Chasteler et les Chasseurs Niellon. La guerre belgo-néerlandaise éclate et les troupes du roi Guillaume Ier son chassées de Bruxelles après les Journées de Septembre.
Le corps franc luxembourgeois est formé à Luxembourg-ville le 3 octobre 1830 par Jean-Bernard Marlet, Théodore Pescatore et Dominique Claisse. Il n'est pas le seul corps « étranger » à se former, puisqu'un corps de volontaires français s'était également créé.

## Batailles
Le corps franc s’illustre entre autres le 21 octobre 1830 lors de la prise de Malines et du pont de Walem, sur la Nèthe avec, à sa tête, Nicolas Mullendorf. Les luxembourgeois continuent ensuite vers Anvers où ils combattent lors de la bataille de Berchem (nl) puis lors du bombardement de la ville par le général néerlandais David Chassé, sur ordre du duc de Weimar (futur gouverneur du Luxembourg), le 27 octobre.

## Souvenir et utilisation
- Le 7 mai 1838, les habitants de la ville d'Arlon adressent une pétition à la Chambre des Représentants afin de marquer leur désaccord quant à la scission du Grand-duché de Luxembourg. Dans celle-ci ils évoquent la participation luxembourgeoise à la Révolution belge de 1830 en ces termes[3] : « (...) Le Luxembourg fait partie de la Belgique depuis près de quatre siècles. En 1830, il s’est associé spontanément et dans son entier à la révolution. Les volontaires, de toutes les parties de la province, ont combattu à Wahlem, à Berchem, sous les murs d’Anvers. Il a reçu l’assurance solennelle et sans réserve qu’on ne l’abandonnerait pas. (...) »

## Hommage
- Pour leur participation à la Révolution belge, notamment par l’envoi de volontaires dans le corps franc luxembourgeois, cinq communes du Grand-duché de Luxembourg de l'époque reçurent l'un des Drapeaux d'Honneur de 1830 par le roi des Belges, Léopold Ier, le 27 septembre 1832 : Arlon, Bouillon, Bastogne, Luxembourg et Neufchâteau[4].